# Jordens kärna

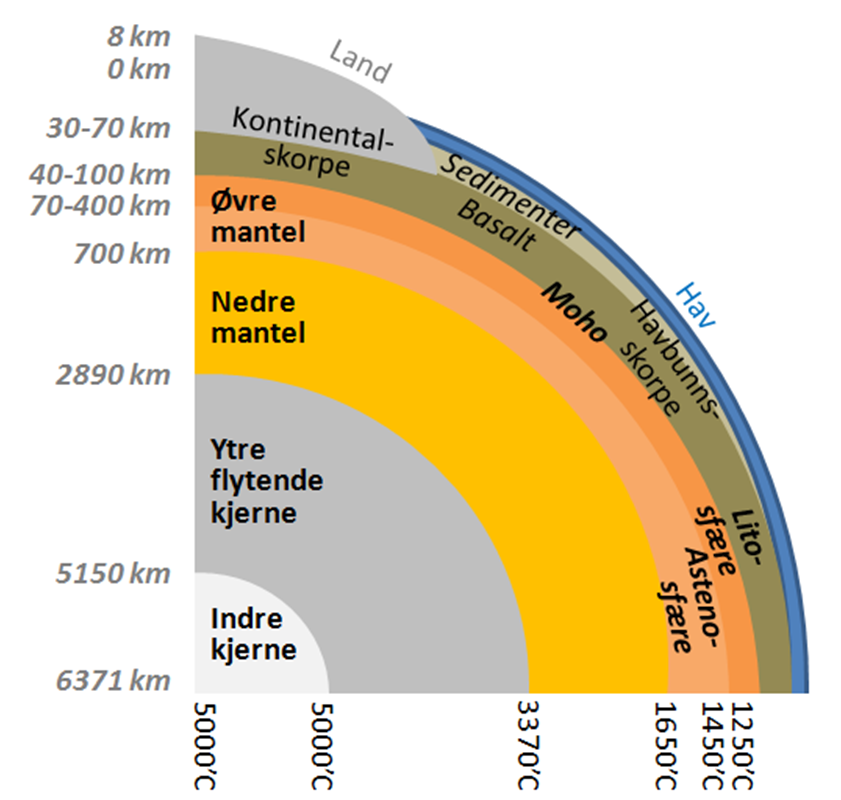
Illustration av jordens lager, med kärnan angivet i ljus- och mörkgrått.

Jordens kärna är den innersta delen av jordens inre och består huvudsakligen av järn, nickel, svavel och krom. Jordens kärna skapar värmeenergi och magnetism genom bland annat sin rotation och bidrar till jordens täthet. Trots att järn smälter vid 1 538 °C, och den inre kärnans temperatur är mer än det dubbla, bidrar det höga trycket till att den förblir i fast form. Den yttre delen av kärnan är dock flytande. Utanför jordens kärna finns den flytande inre manteln, som består av stenmassor, huvudsakligen peridotit.
Jordens inre består av två åtskilda lager:
- Inre kärnan av huvudsakligen järn med en radie av 1 220 km. Den startar således på 5 150 km djup och går ner till jordens centrum på 6 371 km djup. Temperaturen är i allmänhet 5 000 °C, medan tätheten är ca 12 g/cm³.

- Yttre kärnan av järn och nickel med en tjocklek på 2 260 km som sträcker sig från 2 890 km djup till 5 150 km djup. Temperaturen ökar med djupet från 3 370 °C till 5 000 °C och tätheten i den flytande kärnan ökar från 10,0 g/cm³ till 11,5 g/cm³.

Förekomsten av en inre kärna skild från den flytande yttre kärnan upptäcktes 1936 av seismolog Inge Lehmann med hjälp av observationer från jordbävningsgenererade seismiska vågor som kan upptäckas av känsliga seismografer på jordens yta.